# Yūji Unozawa
Yūji Unozawa (jap. 宇野沢 祐次 Unozawa Yūji; ur. 3 maja 1983) – japoński piłkarz. Obecnie występuje w AC Nagano Parceiro.

## Kariera klubowa
Od 2002 roku występował w klubach Kashiwa Reysol, Avispa Fukuoka, Japan Soccer College i AC Nagano Parceiro.

## Kariera reprezentacyjna
W 2003 roku Yūji Unozawa zagrał na Mistrzostwach Świata U-20.